# Nicolas de Méthone
Nicolas de Méthone est un théologien byzantin du XIIe siècle. Conseiller de l'empereur Manuel Ier en matière de théologie, il devint évêque de Méthone vers 1150 et mourut vers 1165.
Il a composé notamment, au nom du christianisme orthodoxe, une réfutation détaillée des Éléments de théologie du philosophe néoplatonicien païen Proclus. Il a laissé également plusieurs traités de théologie chrétienne, sous forme de discours ou de dialogues, portant notamment sur la Providence divine, sur les points de controverse avec l'Église latine (deux dialogues sur la procession du Saint-Esprit, deux discours sur les azymes), sur la doctrine de Sotérichos Panteugénos sur l'eucharistie, condamnée comme hérétique par un synode en 1157 (trois discours adressés à l'empereur Manuel Ier), et des commentaires de textes bibliques. Comme hagiographe, il a écrit une Vie (BHG 1247) de saint Mélétios le Jeune († vers 1105), fondateur vers 1081 du monastère du Symbole, près de Myoupolis (l'actuelle Oinoè, entre Athènes et Thèbes).

## Édition de textes
- PG, vol. 135.
- Athanasios D. Angelou (éd.), Νικολάου ἐπισκόπου Μεθώνης Ἀνάπτυξις τῆς Θεολογικῆς Στοιχειώσεως Πρόκλου Πλατωνικοῦ φιλοσόφου (Refutation of Proclus' "Elements of Theology"), Corpus philosophorum Medii Ævi, sér. Philosophi Byzantini, vol. I, Université d'Athènes et E. J. Brill (Leyde), 1984.
- Vasilij G. Vasilievskij (éd.), « Νικολάου ἐκ Μεθώνης καὶ Θεοδώρου τοῦ Προδρόμου συγγρραφέων τῆς ιβ' ἑκατονταετηρίδος βίοι Μελετίου τοῦ νέου », Pravloslavnyj Palestinskij Sbornik 17, Saint-Pétersbourg, 1886 / Pamela Armstrong (éd.), The Lives of Meletios of Myoupolis (introduction, traduction anglaise et commentaire), thèse, Queen's University, Belfast, 1989.
- Andronicos Demetracopoulos (éd.), Νικολάου ἐπισκόπου Μεθώνης Λόγοι δύο κατὰ τῆς αἱρέσεως τῶν λεγόντων τὴν σωτήριον ὑπὲρ ἡμῶν θυσίαν μὴ τῇ τρισυποστάτῳ Θεότητι προσαχθῆναι ἀλλὰ τῷ Πατρὶ μόνῳ κτλ. (deux discours contre Sotérichos Panteugénos), Leipzig, 1865.
- Andronicos Demetracopoulos (éd.), Ἐκκλησιαστικὴ βιβλιοθήκη, Leipzig, 1866 (« Πρὸς τοὺς σκανδαλιζομένους ἐπὶ τοῖς ἀποστολικοῖς ῤητοῖς τῷ "ὅταν δὲ ὑποταγῇ αὐτῷ τὰ πάντα, τότε καὶ αὐτὸς ὁ Υἱὸς ὑποταγήσεται τῷ ὑποτάξαντι αὐτῷ τὰ πάντα" καὶ τῷ "ἵνα ᾖ ὁ Θεὸς τὰ πάντα ἐν πᾶσι" », exégèse de I Cor. 15:28, p. 293-320).
- Constantin Simonidès (éd.), Νικολάου τοῦ ἁγιωτάτου ἐπισκόπου Μεθώνης Λόγος πρὸς τοὺς Λατίνους περὶ τοῦ Ἁγίου Πνευματος (dialogue sur le Saint-Esprit), Londres, 1858.
- Arsenij Ivascenkov (éd.), Dva neizdannija proizvedenija Nikolaja episkopa Methonskago pisatelija XII veka (deux traités contre les Latins, sur le Saint-Esprit et sur les azymes), Novgorod, 1897.
- Johann Theodor Vömel (éd.), Nicolai Methonensis Anecdoti pars prior et posterior (2 vol., grec et latin), Francfort-sur-le-Main, Broenner, 1825-26.